# Т-29
Т-29 — экспериментальный советский средний колёсно-гусеничный танк 1930-х годов, созданный на базе танка Т-28. Изготовлено несколько опытных экземпляров, по итогам испытаний которых танк планировалось принять на вооружение РККА. Однако по ряду причин его серийное производство так и не было развёрнуто.

## История создания
Одной из характерных особенностей советского (и не только) танкостроения 1930-х годов являлась большая работа по разработке и созданию колёсно-гусеничных танков. Применение колёсно-гусеничного движителя сильно усложняло силовую передачу и ходовую часть танков, однако давало явный выигрыш в скорости. Кроме того, таким образом решалась проблема низкого ресурса гусениц, не позволявшего танкам тех лет совершать длительные марши. Наконец, предполагалось, что в случае повреждения гусеничного движителя экипаж будет просто сбрасывать разбитую гусеницу, пусть теряя в проходимости танка, но сохраняя его подвижность.
В программе развития автобронетанковых войск РККА колёсно-гусеничные танки занимали существенное место. Предполагалось, помимо имевшихся в наличии лёгких танков серии БТ, разработать также средний танк с колёсно-гусеничным движителем.
Разработка среднего колёсно-гусеничного танка в СССР началась в 1933 году с подготовки Автобронетанковым бюро техотдела ЭКУ ОГПУ ряда эскизных проектов танков, представлявших собой дальнейшее развитие танка БТ-2 и во многом опиравшихся на разработанный недавно танк Т-28. Основной из них, носивший условное обозначение ПТ-1, имел привод на три пары опорных катков (при движении на гусеницах), а также обладал способностью плавать. Также было разработано пять полностью «сухопутных» вариантов танка, из которых наибольший интерес среди военных вызвали 4-й и 5-й проекты под общим названием ИТ-3 («истребительный танк, третий»). Машина имела массу 17—20 т (в зависимости от бронирования), защищалась противопульной бронёй и вооружалась 76-мм орудием и пулемётами калибра 7,62 и 12,7 мм. Двигатель М-17Б мощностью 500 л.с. должен был разгонять машину до 60 км/ч на гусеницах и 80 км/ч — на колёсах. Экипаж составлял 4 человека. В 1934 году, после доработки этих двух проектов, на ленинградском Кировском заводе, где в то время разворачивался выпуск Т-28, были построены опытные танки Т-29-4 и Т-29-5. Проект разрабатывался под общим руководством Н. В. Цейца, непосредственное участие в разработке танка принимал Н. А. Астров. Между собой танки различались бронированием (15—20 или 20—33 мм соответственно), массой (16 или 23,5 т) и рядом других параметров. По компоновке и вооружению танки были одинаковы и соответствовали Т-28.
В 1934—1935 годах танки Т-29 прошли множество испытаний, в том числе и сравнительных с Т-28. По их итогам был сделан вывод, что Т-29, хотя и более сложен в производстве, но представляет большой интерес ввиду высокой скорости и хорошей маневренности.
По результатам испытаний в 1936 году на Кировском заводе изготовили эталонный образец Т-29. Планировалось в 1937 году развернуть его серийное производство, из-за чего даже была сокращена программа выпуска Т-28, однако ввиду большого количества недостатков Т-29 в своём имеющемся виде военных не удовлетворял. Согласно постановлению КО при СНК СССР № 14сс от 25 мая 1937 года, завод должен был переработать проект танка и разработать новый образец, с утолщёнными бронелистами из цементированной брони, установленными наклонно.
Эта машина, обозначенная как Т-29-Ц, была разработана под руководством Н. В. Цейца в рекордные сроки и уже 4 июля представлена на рассмотрение ГКО. Проект сильно отличался от эталонного Т-29. Была удлинена ходовая часть, получившая 5 пар опорных катков (из них три ведущих и две управляемых) вместо 4 у эталонного Т-29. Машина весом 30 т защищалась 30-мм бронёй и была вооружена 76-мм пушкой Л-10, пятью пулемётами ДТ и двумя пулемётами ДК. Вооружение размещалось в трёх башнях. Экипаж составлял шесть человек.
Т-29-Ц получил одобрение военных, и к 1 июля 1938 года планировалось изготовить опытный образец, но осенью 1937 года все работы в этом направлении были неожиданно свёрнуты, а Кировский завод продолжил выпускать танки Т-28 в прежнем объёме. Причины этого не совсем понятны, но, по ряду данных, такое решение было связано с арестом Н. В. Цейца как «вредителя» в сентябре 1937 года.

## Описание конструкции
Далее приведено устройство эталонного танка Т-29.

### Корпус
Т-29 представлял собой трёхбашенный танк, аналогичный по компоновке танку Т-28. Однако в сравнении с последним корпус претерпел ряд изменений, в частности, стал несколько шире (на 350 мм) и выше (на 200 мм), что произошло из-за размещения элементов подвески внутри бронекорпуса. Кроме того, ряд элементов корпуса претерпел мелкие изменения конфигурации. Корпус сваривался из катаных бронелистов толщиной от 10 до 30 мм.

### Башни
Главная башня кругового вращения по конструкции была аналогична башне артиллерийского танка Т-26-4 с увеличенным на 100 мм диаметром погона. В передней части башни в маске на цапфах размещалась танковая пушка КТ-28 (были попытки разместить ещё недоработанную пушку ПС-3). Справа от неё и в задней стенке башни имелись независимые шаровые установки с пулемётами ДТ. На крышке башенного люка была предусмотрена установка зенитной турели для ещё одного ДТ. Для посадки и высадки экипажа главная башня имела два поворотных люка в крыше и один (прямоугольной формы) — в кормовом бронелисте.
Малые башни по конструкции повторяли башни Т-28 и вооружались одним пулемётом ДТ в шаровой установке каждая. Сектор вращения составлял 165°.

### Вооружение
В качестве главного вооружения использовалась универсальная танковая пушка ПС-3, установленная в главной башне (рассматривались варианты вооружения танка пушкой КТ-28 образца 1927/32 года). Впоследствии вместо пушки ПС-3 была установлена танковая пушка Л-10.
Вспомогательное вооружение состояло из состояло из четырёх 7,62-мм пулемётов ДТ, расположенных в шаровых установках (в передней и задней частях главной башни и в пулемётных башнях). Ещё один пулемёт ДТ мог располагаться на турельной установке на люке главной башни.
Боекомплект состоял из 67 унитарных выстрелов к пушке и 6615 патронов к пулемётам (105 магазинов по 63 патрона в каждом).

### Двигатель и трансмиссия
В качестве силовой установки использовался V-образный авиационный карбюраторный двигатель М-17Т или М-17Ф водяного охлаждения мощностью 500 л.с. с двумя двойными карбюраторами «Зенит» КД-1. Пуск двигателя производился с помощью электростартера «Бош» мощностью 6 л.с. (4,4 кВт) и сжатого воздуха. В системе зажигания использовались два магнето «Сцинтилла». Для облегчения пуска двигателя использовалось пусковое магнето «Бош». Ёмкость топливных баков составляла 600 л, что обеспечивало запас хода по шоссе на колёсном ходу — 300 км, на гусеничном ходу — 200 км.
Трансмиссия была аналогична трансмиссии танка Т-28 и состояла из главного фрикциона сухого трения, пятискоростной коробки перемены передач (пять передач вперёд, одна — назад), многодисковых сухих бортовых фрикционов и двухрядных бортовых передач с ленточными тормозами. В качестве механизма поворота при движении на колёсном ходу использовался простой дифференциал.

### Ходовая часть
Ходовая часть применительно к одному борту состояла из четырёх обрезиненных опорных катков большого диаметра. При движении на колёсном ходу три пары задних опорных катков были ведущими, передняя — управляемой. При движении на гусеничном ходу гусеница приводилась в движение ведущим колесом заднего расположения. Впереди располагался ленивец с винтовым механизмом натяжения. Также имелось три поддерживающих ролика. В ходовой части применялась индивидуальная подвеска системы Кристи со спиральными пружинами.
Мелкозвенчатые гусеницы цевочного зацепления шириной 500 мм обеспечивали танку высокую проходимость.
Скорости движения машины на гусеничном и колёсном ходу были по возможности сближены. Такое сближение скоростей (синхронизация) было сделано специально для возможного комбинированного применения движителей (в этом случае можно было двигаться, используя с одной стороны гусеничный, а с другой — колёсный движитель).

### Средства наблюдения и связи
Как и у Т-28, средства наблюдения танка Т-29 представляли собой простые смотровые щели (по одной по бортам главной башни, по внешним бортам пулемётных башен и в крышке люка механика-водителя), закрытые с внутренней стороны сменным триплексным стеклоблоком, обеспечивавшим защиту от пуль, осколков снарядов и брызг свинца при обстреле бронебойными пулями. Командир танка также располагал перископическим панорамным прибором наблюдения ПТК, защищённым бронеколпаком.
На танке Т-29 устанавливались радиостанция 71-ТК-1 и внутреннее переговорное устройство СПУ-7-Р.

### Электрооборудование
Электрооборудование танка выполнено по однопроводной схеме. Напряжение бортовой сети составляло 12 В. В качестве источников электроэнергии использовались четыре аккумуляторных батареи 6СТА-6 или 6СТА-9 напряжением 12 В, ёмкостью 144 А·ч и 96 А·ч соответственно, а также динамо-генератор «Сцинтилла» мощностью 1000 Вт, напряжением 12 В.

## Эксплуатация и боевое применение
Достоверных сведений о боевом применении трёх изготовленных образцов Т-29 нет.
Т-29-4 был передан на полигон в Кубинке, где находился до начала Великой Отечественной войны. Осенью 1941 года он был передан в состав 22-й танковой бригады. Что было с ним потом, неизвестно.
Т-29-5 был разобран в 1938 году.
Эталонный Т-29 в том же году был перевооружён пушкой Л-10. После начала советско-финской войны этот танк был отремонтирован и 13 февраля 1940 года «убыл в распоряжение АБТВ 13-й армии». Однако о боевом применении танка ничего не известно, равно как и о его дальнейшей судьбе.
Как минимум один из Т-29 был эвакуирован в Челябинск, и по состоянию 1942 год находился на территории опытного завода № 100. Согласно документам, в конце 1943 года эта машина была пущена в переплавку вместе с Т-100, КВ-7 и рядом других опытных образцов бронетехники.

## Оценка машины
Несомненно, Т-29 был оригинальной машиной, на которой был применён ряд интересных технических решений. Привод на три оси позволил значительно увеличить динамические характеристики машины, а мощное вооружение наряду с бронёй, надёжно защищавшей от пуль и осколков снарядов, делало Т-29 весьма перспективным танком.
Но вместе с тем танк имел множество недостатков, в частности, колёсно-гусеничный движитель сильно усложнял его конструкцию, что приводило к трудностям в производстве и эксплуатации. Кроме того, танку были присущи все недостатки многобашенной схемы, такие как невозможность увеличения бронирования и сложность производства самого корпуса.
Однако, принимая во внимание вес танка, калибр артиллерийского вооружения и скорость движения на гусеницах, нельзя не признать созданный в 1936 году танк Т-29 одной из важных ступеней на пути поиска нового типа среднего танка, который в конечном итоге завершился созданием легендарного Т-34.